# Liste der Biografien/Bah
Liste der Biografien |
Portal Biografien |
Personensuche
# |
A |
B |
C |
D |
E |
F |
G |
H |
I |
J |
K |
L |
M |
N |
O |
P |
Q |
R |
S |
T |
U |
V |
W |
X |
Y |
Z |
?
 
Ba |
Be |
Bd |
Bg |
Bh |
Bi |
Bj |
Bl |
Bm |
Bn |
Bo |
Br |
Bs |
Bu |
Bw |
By |
Bz
 
Baa |
Bab |
Bac |
Bad |
Bae |
Baf |
Bag |
Bah |
Bai |
Baj |
Bak |
Bal |
Bam |
Ban |
Bao |
Bap |
Baq |
Bar |
Bas |
Bat |
Bau |
Bav |
Baw |
Bax–Baz
Die Liste der Biografien führt alle Personen auf, die in der deutschsprachigen Wikipedia einen Artikel haben. Dieses ist eine Teilliste mit 420 Einträgen von Personen, deren Namen mit den Buchstaben „Bah“ beginnt.

## Bah
- Bah Kuhnke, Alice (* 1971), schwedische Politikerin und Kultur- und Demokratieministerin
- Bah Sambou, Jainaba (* 1970), gambische Juristin
- Bah, Abdoulie (1948–2018), gambischer Politiker
- Bah, Alexander (* 1997), dänischer Fußballspieler
- Bah, Aminata (* 1994), malische Siebenkämpferin
- Bah, Awa, gambische Richterin
- Bah, Belco (1958–2020), malischer Politiker
- Bah, Bubacarr, gambischer Mathematiker
- Bah, Dawda (* 1983), gambischer Fußballspieler
- Bah, Dawda J. K., gambischer Politiker
- Bah, Hadja Idrissa (* 1999), guineische Aktivistin für Kinder- und Frauenrechte
- Bah, Hamat (* 1960), gambischer Politiker
- Bah, Ibrahima Sory (* 1999), belgischer Fußballspieler
- Bah, Jainaba (* 1963), gambische Aktivistin, Politikerin und Diplomatin
- Bah, Juma (* 2006), sierra-leonischer Fußballspieler
- Bah, June, gambischer Seyfo
- Bah, Lionel (* 1980), ivorischer Fußballspieler
- Bah, Mama Tumani († 1953), gambischer Imam
- Bah, Mamadou (* 1988), guineischer Fußballspieler
- Bah, Mamadou (* 1999), guineischer Schwimmer
- Bah, Momodou Alieu, gambischer Politiker
- Bah, Momodou Lamin, gambischer Finanzmanager und Diplomat
- Bah, Momodou Lamin (1906–1983), gambischer Imam
- Bah, Momodou Lamine (* 2000), gambischer Sprinter
- Bah, Ousman (* 1969), gambischer Politiker
- Bah, Ousman A. (* 1973), gambischer Manager und Politiker
- Bah, Penda (* 1998), gambische Fußballspielerin
- Bah, Samba D. (1948–2008), gambischer Politiker
- Bah, Seedy Lamin, gambischer Verwaltungsbeamter
- Bah, Sulayman (* 1986), gambisch-schwedischer Sprinter
- Bah, Sulayman (* 1990), gambischer Weitspringer
- Bah, Wakka († 1923), gambischer Imam
- Bah-Barrow, Fatoumatta (* 1974), gambische First Lady
- Bah-Traoré, Haymenn (* 1997), togoisch-deutscher Fußballspieler

### Baha
- Baha ad-Din ibn Schaddad (1145–1234), arabischer Jurist, Gelehrter und Kreuzzugshistoriker
- Baha El Din, Mindy (1958–2013), ägyptische Herpetologin, Öko-Aktivistin und Umweltschützerin US-amerikanischer Herkunft
- Baha El Din, Sherif (* 1960), ägyptischer Herpetologe, Ornithologe und Naturschützer
- Baha, Christian (* 1968), österreichischer UnternehmerChristian Baha (* 1968)

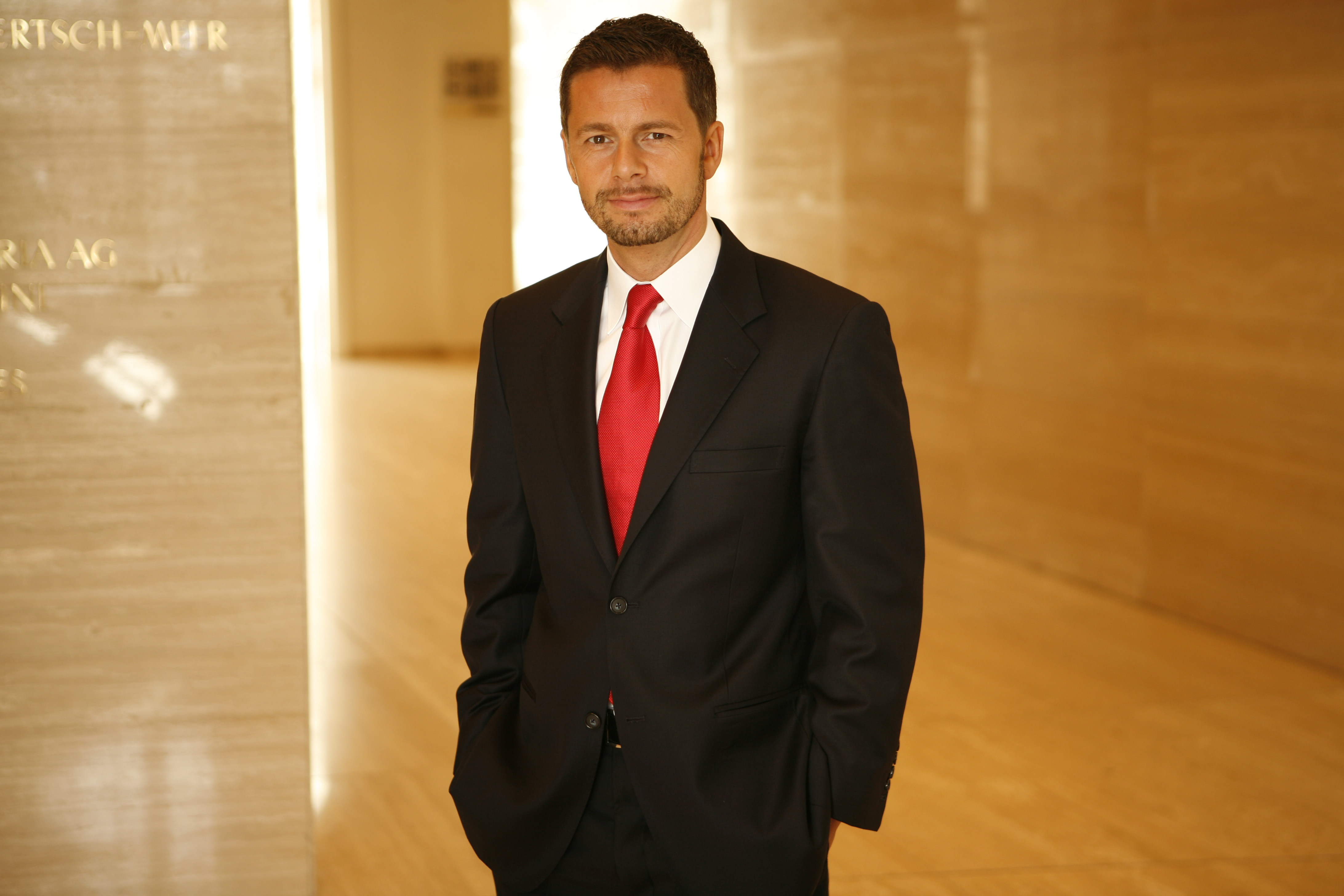
Christian Baha (* 1968)

- Baha, Nima (* 1996), iranischer Alpin- und Grasskiläufer
- Baha-ud-Din Naqschband (1318–1389), Gründer des Naqschbandi Tarikats
- Bahadınlı, Yusuf Ziya (1927–2025), türkischer Autor
- Bahadır, Ali Müfit (* 1947), deutscher Chemiker
- Bahadır, Bilal (* 1983), türkischer Filmregisseur und Drehbuchautor
- Bahadır, İlknur (* 1972), deutsche Schauspielerin
- Bahadır, Mustafa (* 1969), türkischer Fußballspieler und -trainer
- Bahadır, Oğuzhan (* 1979), türkischer Fußballtorhüter
- Bahadır, Şefik Alp (* 1946), türkischer Ökonom
- Bahadır, Turgay (* 1984), österreichisch-türkischer Fußballspieler
- Bahadur Budha, Durga (* 1990), indischer Hindernisläufer
- Bahadur Khan II. († 1702), Emir von Shikarpur
- Bahadur Shah († 1537), Regent des islamischen Sultanats von Gujarat
- Bahadur Shah I. (1643–1712), indischer Großmogul
- Bahadur Shah II. (1775–1862), letzter Großmogul von Indien (1838–1858)Bahadur Shah II. (1775–1862)

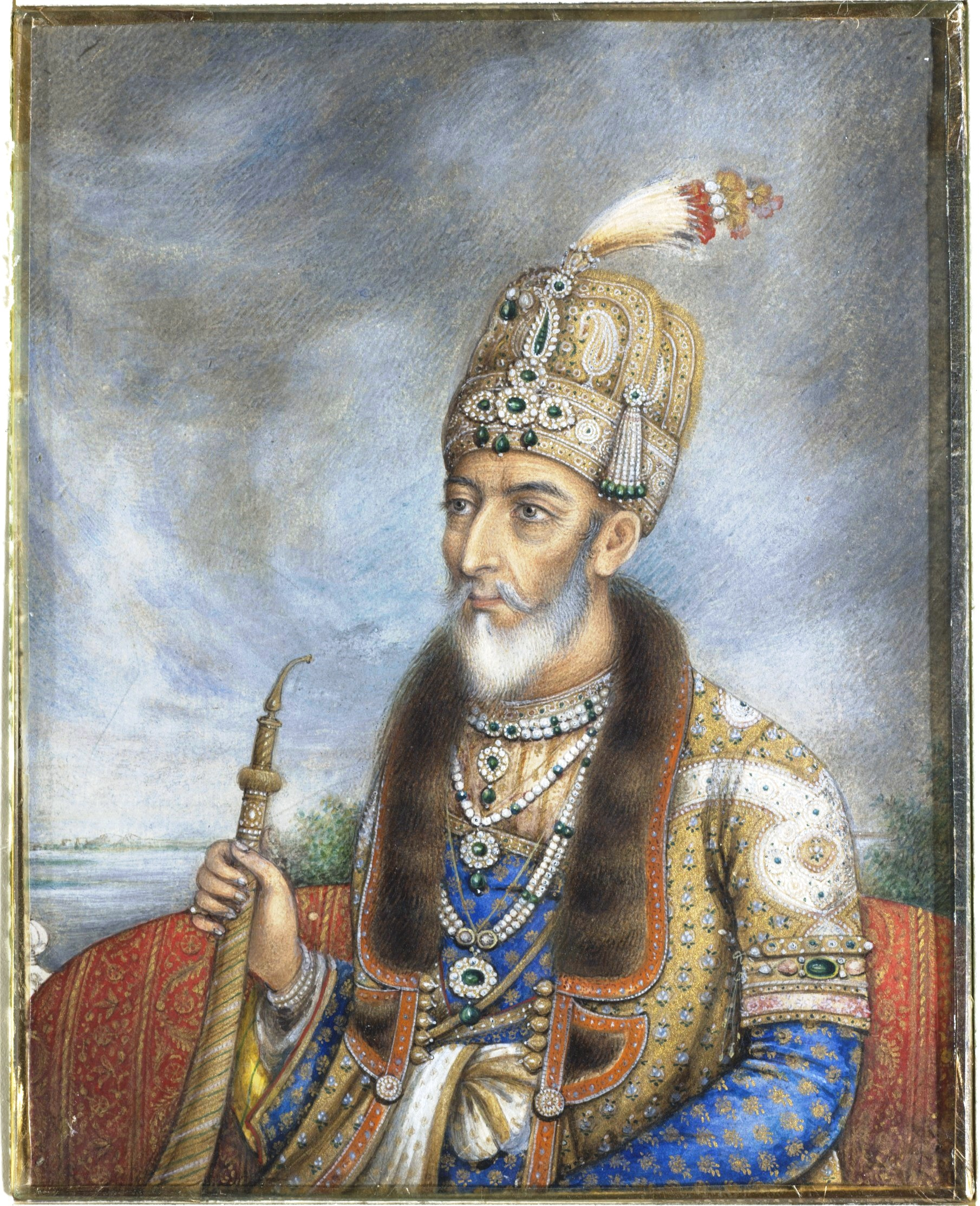
Bahadur Shah II. (1775–1862)

- Bahadur Subedi, Durga (* 1967), nepalesischer Diplomat
- Bahadur, Abu’l Ghazi (1603–1663), Khan von Chiwa
- Bahadurgarh Baby Killer, indischer Serienmörder
- Bahaga (* 1963), burundischer Singer-Songwriter
- Bahah, Chalid (* 1965), jemenitischer Diplomat und Politiker
- Bahain, Julien (* 1986), französisch-kanadischer Ruderer
- Bahaji, Said (1975–2013), mutmaßlicher islamistischer Terrorist
- Bahalij, Dmytro (1857–1932), ukrainischer Historiker, Universitätsrektor und Bürgermeister
- Bahamadia (* 1972), US-amerikanische Rapperin
- Bahamdan, Kamal (* 1970), saudi-arabischer Unternehmer und Springreiter
- Bahamonde, Aldo (* 1963), chilenischer Maler und Bildhauer
- Bahamontes, Federico (1928–2023), spanischer Radrennfahrer
- Bahar (* 1984), deutsche Rapperin iranischer Herkunft
- Bahar ibni Jefri Bolkiah (* 1981), Polospieler, Prinz on Brunei
- Bahar, Alexander (* 1960), deutscher Historiker
- Bahar, Emran (* 1961), bruneiischer Diplomat
- Bahar, Mohammad-Taqi (1886–1951), iranischer Dichter, Gelehrter, Politiker, Journalist, Historiker und Hochschullehrer
- Baharagate, Albert Edward (1930–2023), ugandischer Geistlicher, römisch-katholischer Bischof von Hoima
- Baharav-Miara, Gali (* 1959), israelische JuristinGali Baharav-Miara (* 1959)

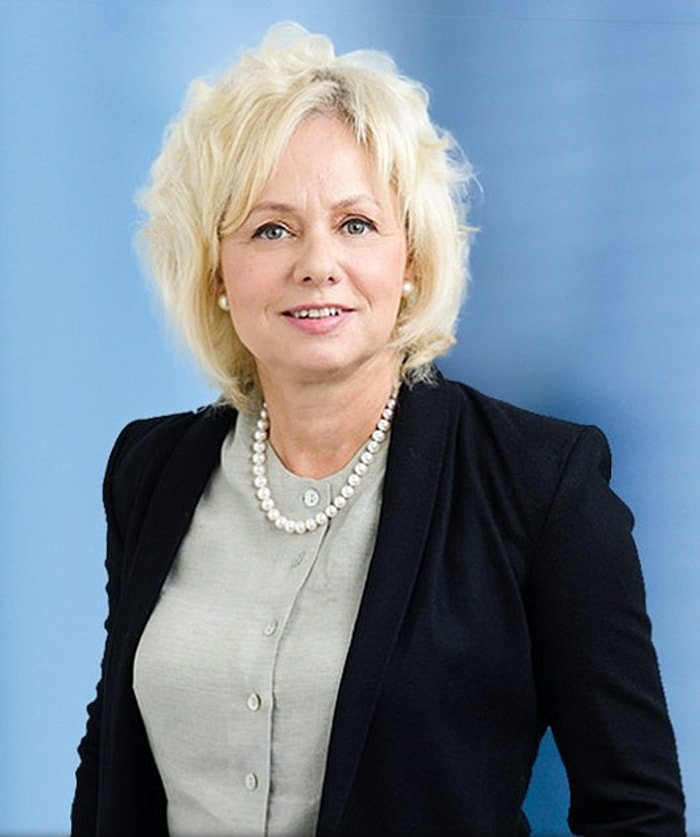
Gali Baharav-Miara (* 1959)

- Bahari, Maziar (* 1967), persisch-kanadischer Journalist, Filmemacher und Menschenrechtsaktivist
- Bahari, Mohamed (* 1976), algerischer Boxer
- Baharum, Norshahliza (* 1987), malaysische Badmintonspielerin
- Bahati, David (* 1973), ugandischer Politiker
- Bahati, Rahsaan (* 1982), US-amerikanischer Bahn- und Straßenradrennfahrer
- Bahatsch, Oleksandr (* 1966), ukrainischer Kugelstoßer
- Bahattee, El (* 1979), kroatischer Chocolatier, ehemaliger Musiker und Rapper
- Bahattin Şakir (1874–1922), osmanischer Arzt und Politiker
- Bahatyrou, Anatol (1913–2003), sowjetischer bzw. belarussischer Komponist
- Bahāʾullāh (1817–1892), ReligionsstifterBahāʾullāh (1817–1892)

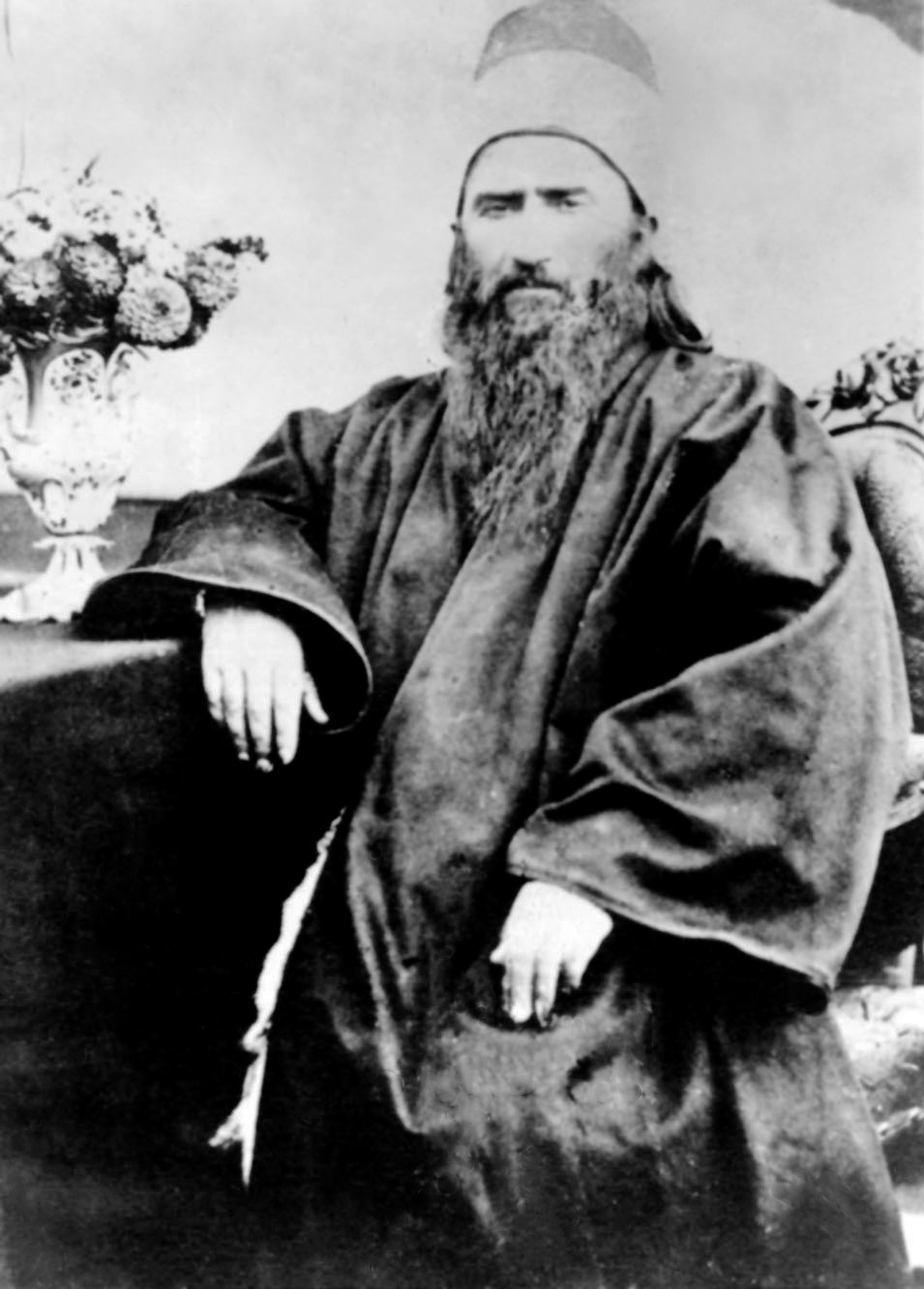
Bahāʾullāh (1817–1892)

- Bahave, Nesar Ahmad (* 1984), afghanischer Taekwondoin

### Bahc
- Bahcall, John N. (1934–2005), US-amerikanischer Astrophysiker
- Bahcall, Neta (* 1942), israelische Astrophysikerin und Kosmologin
- Bahcecioglu, Yohannes (* 1988), deutsch-türkischer Fußballspieler
- Bahçeli, Devlet (* 1948), türkischer Politiker, Vorsitzender der Partei der Nationalistischen Bewegung (MHP)
- Bahçıvan, Ahmet (* 1996), türkischer Fußballspieler

### Bahd
- Bahdaj, Adam (1918–1985), polnischer Schriftsteller
- Bahdanowitsch, Aljaksandr (* 1982), belarussischer Kanute
- Bahdanowitsch, Andrej (* 1987), belarussischer Kanute
- Bahdanowitsch, Maksim (1891–1917), belarussischer Dichter und Schriftsteller
- Bahder, Karl von (1852–1932), deutscher Germanist
- Bahdschat Fumani, Mohammad-Taghi (1913–2009), iranischer schiitischer Rechtsgelehrter

### Bahe
- Bahebeck, Jean-Christophe (* 1993), französischer Fußballspieler
- Bahebri, Hattan (* 1992), saudi-arabischer Fußballspieler
- Bahelfer, Moses (1908–1995), litauischer Reklamezeichner und Bühnenbildner
- Bahen, Chris (* 1980), kanadischer Eishockeyspieler

### Bahh
- Bahhuth, Albert (* 1956), libanesisch-US-amerikanischer römisch-katholischer Geistlicher, Weihbischof in Los Angeles

### Bahi
- Bahia, André (* 1983), brasilianischer Fußballspieler
- Bahia, Janderson Rodrigues (* 1986), brasilianischer Fußballspieler
- Bahia, Mário da Nova (1932–2011), brasilianischer Fußballspieler
- Bahia, Mayrton, brasilianischer Musikproduzent
- Bahiense de Mello, Dominik (* 1985), deutscher Basketballspieler
- Bahiense, Ifigênio de Freitas (1918–1980), brasilianischer Fußballtrainer
- Bahijanz, Alla (* 1938), sowjetische Radrennfahrerin
- Bahinskaja, Nina (* 1946), belarussische Geologin und politische Aktivistin
- Bahinskaja, Swjatlana (* 1973), sowjetisch-belarussische KunstturnerinSwjatlana Bahinskaja (* 1973)

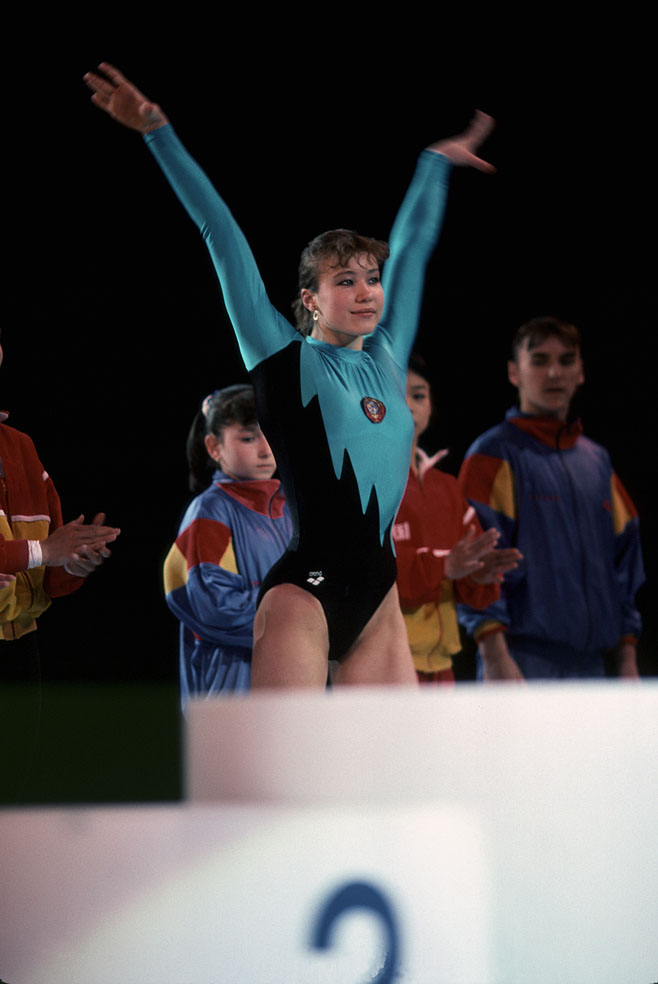
Swjatlana Bahinskaja (* 1973)

- Bahinskyj, Dmytro (* 2003), ukrainischer Hürdenläufer
- Bahir, Aryeh (1906–1970), israelischer Politiker
- Bahīrā, jüdischer, später nestorianisch christlicher Mönch

### Bahj
- Bahjat, Atwar (1976–2006), irakische Journalistin und Reporterin für den Fernsehsender Al-Arabiya

### Bahl
- Bahl, Arthur (1893–1966), deutscher General der Polizei
- Båhl, Astrid (* 1959), samische Künstlerin
- Bahl, Hansjörg (* 1938), Schweizer Schauspieler, Werbefilmregisseur und -produzent
- Bahl, Hubert (* 1955), deutscher Mikrobiologe
- Bahl, Johannes (* 1902), deutsch-russischer römisch-katholischer Geistlicher und Märtyrer
- Bahl, Peter (* 1963), deutscher Historiker
- Bahlburg, Hermann (1892–1962), evangelischer Missionar der Hermannsburger Mission
- Bahlburg, René (* 1988), deutscher Volleyballspieler
- Bahlburg, Wilhelm (1888–1958), deutscher Politiker (DP), MdL, MdB
- Bahlcke, Joachim (* 1963), deutscher Historiker
- Bahle, Julius (1903–1986), deutscher Psychologe, Musikwissenschaftler und Psychotherapeut
- Bähler, Anna (* 1959), Schweizer freiberufliche Historikerin
- Bähler, Cécile (* 1981), Schweizer Fernsehmoderatorin
- Bähler, Eduard (1832–1910), Schweizer Arzt und Politiker
- Bähler, Eduard (1870–1925), Schweizer reformierter Theologe und Kirchenhistoriker
- Bähler, Emma Luzia (1885–1970), Schweizer Volkswirtin und Frauenrechtlerin
- Bahler, Liane (1982–2007), deutsche Radsportlerin
- Bahlke, Oskar (* 1923), deutscher Fußballspieler
- Bahlke, Philipp (* 1989), deutscher Triathlet
- Bahlmann, Amandus (1862–1939), deutscher Missionsbischof
- Bahlmann, August (1813–1874), deutscher römisch-katholischer Geistlicher und Schriftsteller
- Bahlmann, Ferdinand (1889–1949), deutscher Verwaltungsbeamter, Oberbürgermeister von Bochum
- Bahlmann, Johannes (* 1960), deutscher Ordensgeistlicher und römisch-katholischer Bischof von Óbidos
- Bahlmann, Kai (1927–2009), deutscher Jurist, Richter am Europäischen Gerichtshof
- Bahlmann, Karl (1859–1922), deutscher Politiker
- Bahlmann, Katja (* 1976), deutsche Politikerin (BSW, Die Linke), MdL
- Bahlmann, Kurt (1940–2025), deutscher Bildhauer, Maler und Zeichner
- Bahlmann, Paul (1857–1937), deutscher Bibliothekar und Volkskundler
- Bahlmann, Richard (1887–1974), deutscher Politiker (FDP), MdL
- Bahlmann, Vivian (* 1991), deutsche Journalistin und Rugby-Union-Spielerin
- Bahlmann, Wilhelm (1828–1888), deutscher Richter und Ministerialbeamter, MdHdA
- Bahlo, Dagmar (* 1965), deutsche Kommunalpolitikerin (SPD)
- Bahlo, Dieter (1938–2015), deutscher Architekt
- Bahloul, Mohamed (1937–2009), tunesischer Radrennfahrer
- Bahloul, Ramzi (* 1989), tunesischer Gewichtheber
- Bahloul, Sofian (* 1999), französisch-algerischer Fußballspieler
- Bahloul, Zouheir (* 1950), israelischer Journalist und Politiker (Awoda)
- Bahlouli, Farès (* 1995), algerisch-französischer Fußballspieler
- Bahlow, Hans (1900–1982), deutscher Namenforscher
- Bahls, Rudolf (1884–1967), deutscher Widerstandskämpfer gegen den Nationalsozialismus und Gewerkschaftsfunktionär in der frühen Deutschen Demokratischen Republik (DDR)
- Bahls, Ruth (1909–1994), deutsche Heimatforscherin, Museumsgründerin und Pädagogin
- Bahlsen, Carl (1819–1879), deutscher Tuch-, Uniform- und Militäreffekten-Händler
- Bahlsen, Hans (1901–1959), deutscher Unternehmer, Mitgeschäftsführer der Firma Bahlsen
- Bahlsen, Hermann (1859–1919), deutscher Unternehmer in der Lebensmittelindustrie
- Bahlsen, Hermann (1927–2014), deutscher Backwarenfabrikant
- Bahlsen, Klaus (1908–1991), deutscher Kaufmann und Fabrikant, gemeinsam mit Ehefrau Rut großer privater Stifter
- Bahlsen, Rut (1901–1988), schwedische Autorin
- Bahlsen, Verena (* 1993), deutsche Unternehmerin
- Bahlsen, Werner (1904–1985), deutscher Fabrikant, Mitbegründer des Wirtschaftsrates der CDU in Niedersachsen, Mäzen, Ehrensenator der TU Hannover
- Bahlsen, Werner Michael (* 1949), deutscher Unternehmer und Wirtschaftspolitiker
- Bahlulzade, Sattar (1909–1974), aserbaidschanisch-sowjetischer Maler

### Bahm
- Bahman, Ali Akbar (1880–1956), iranischer Diplomat und Politiker
- Bahman, Jassem (* 1958), kuwaitischer Fußballtorwart
- Bahmani, Habib (* 1988), iranischer Wushutrainer
- Bahmani-Oskooee, Mohsen (* 1951), iranischstämmiger US-amerikanischer Wirtschaftswissenschaftler
- Bahmann, Angelika (* 1952), deutsche Kanutin und Trainerin
- Bahmann, Christian (* 1981), deutscher Kanute
- Bahmann, Reinhold (* 1883), deutscher Redakteur und Schriftsteller
- Bahmann, Rudolf (1929–1977), deutscher Politiker der Sozialistischen Einheitspartei Deutschlands (SED) in der Deutschen Demokratischen Republik (DDR)
- Bahmer, Helga (* 1971), deutsche Filmregisseurin

### Bahn
- Bahn, Adolf (1813–1882), deutscher Übersetzer und Schriftsteller (Librettist)
- Bahn, Bentley Baxter (* 1992), deutscher Fußballspieler
- Bahn, Christian Friedrich (1773–1834), deutscher Reeder, Handelsunternehmer und Mäzen der Stadt Rügenwalde
- Bahn, Ernst (1901–1978), deutscher Maler, Zeichner und Grafiker
- Bahn, Peter (1953–2022), deutscher Autor
- Bahn, Peter (1957–2023), österreichischer Politiker (FPÖ), Landtagsabgeordneter
- Bahn, Roma (1896–1975), deutsche Schauspielerin
- Bahn, Rudolf (1837–1913), deutscher Unternehmer und Politiker, MdR
- Bahn, Uwe (* 1958), deutscher Moderator, Autor und FotografUwe Bahn (* 1958)

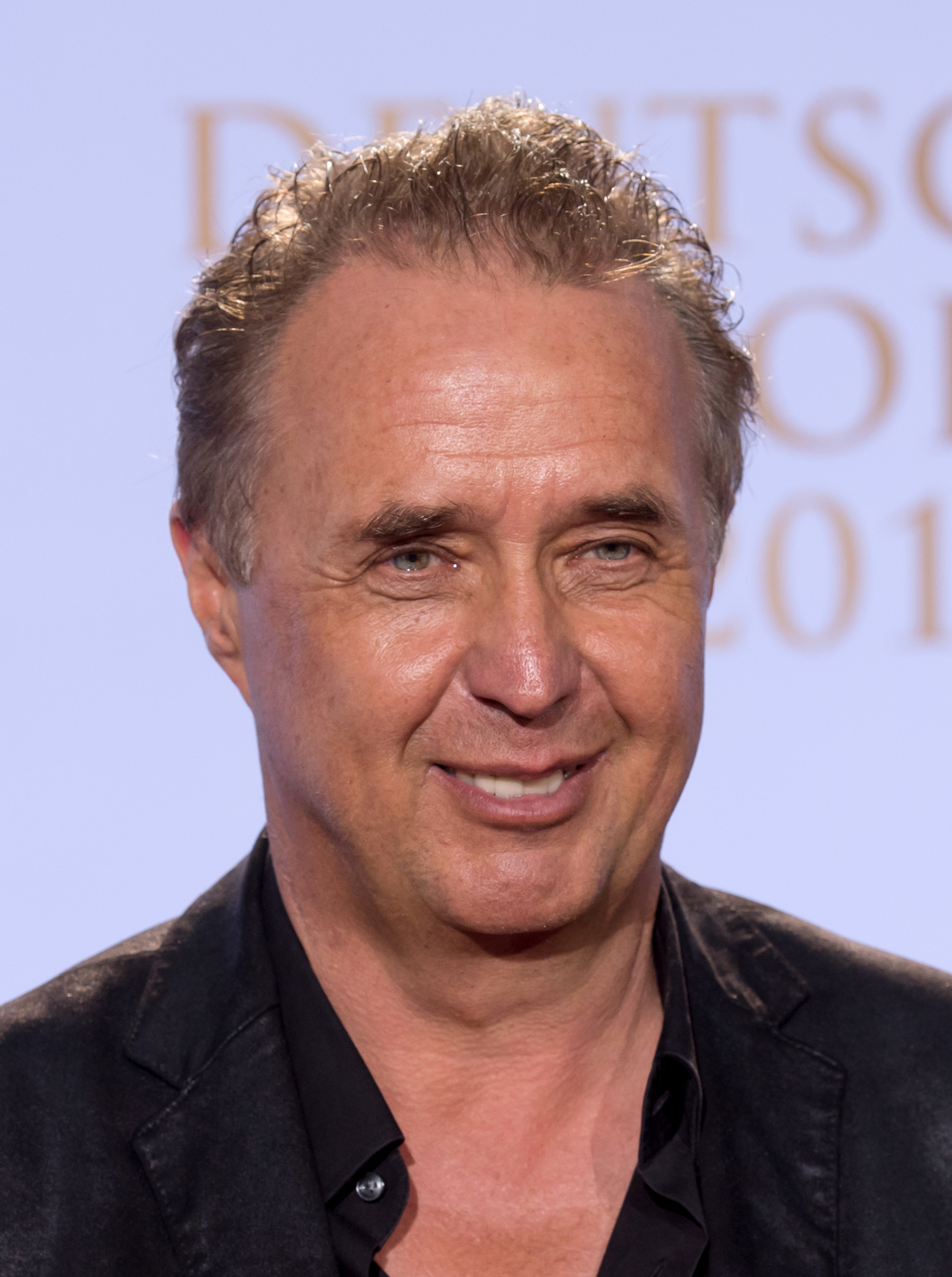
Uwe Bahn (* 1958)

- Bahna, Vladimír (1914–1977), slowakischer Filmregisseur und Drehbuchautor
- Bahndorf, Heribert (1877–1958), deutscher Maler
- Bahndorf, Joachim (1957–2013), deutscher Vermessungswissenschaftler und Professor an der FH Bielefeld
- Bahne, Magnus (* 1979), finnischer Fußballtorwart
- Bahne, Siegfried (1928–2004), deutscher Historiker
- Bahnemann, Jörg (1932–2023), deutscher Offizier der Bundeswehr
- Bahnemann, Lea (* 2001), deutsche Fußballspielerin
- Bahnemann, Volker (* 1942), US-amerikanischer Manager, CEO von ARRI Inc
- Bähner, Andrea (* 1966), deutsche Journalistin
- Bahner, Beate (* 1966), deutsche Rechtsanwältin und Autorin
- Bahner, Dietrich junior (1939–2009), deutscher Politiker (CDU), MdA, MdB
- Bahner, Dietrich senior (1913–1987), deutscher Unternehmer und Politiker (FDP, DU, AVP)
- Bahner, Erich (* 1933), deutscher Volleyballspieler
- Bahner, Eva (* 1973), deutsche Hörfunk- und Wirtschaftsjournalistin
- Bahner, Friedrich (1913–1978), deutscher Mediziner und Hochschullehrer
- Bahner, Gert (1930–2019), deutscher Generalmusikdirektor und Dirigent
- Bahner, Hermann (1867–1938), deutscher Maler
- Bahner, Klaus (1937–2011), deutscher Hockeyspieler (DDR)
- Bahner, Leon (* 1995), deutscher Basketballspieler
- Bahner, Werner (1927–2019), deutscher Romanist
- Bahner, Wilhelm (1854–1919), deutscher Unternehmer und konservativer Politiker, MdL (Königreich Sachsen)
- Bahners, Patrick (* 1967), deutscher Journalist, Buchautor und HerausgeberPatrick Bahners (* 1967)

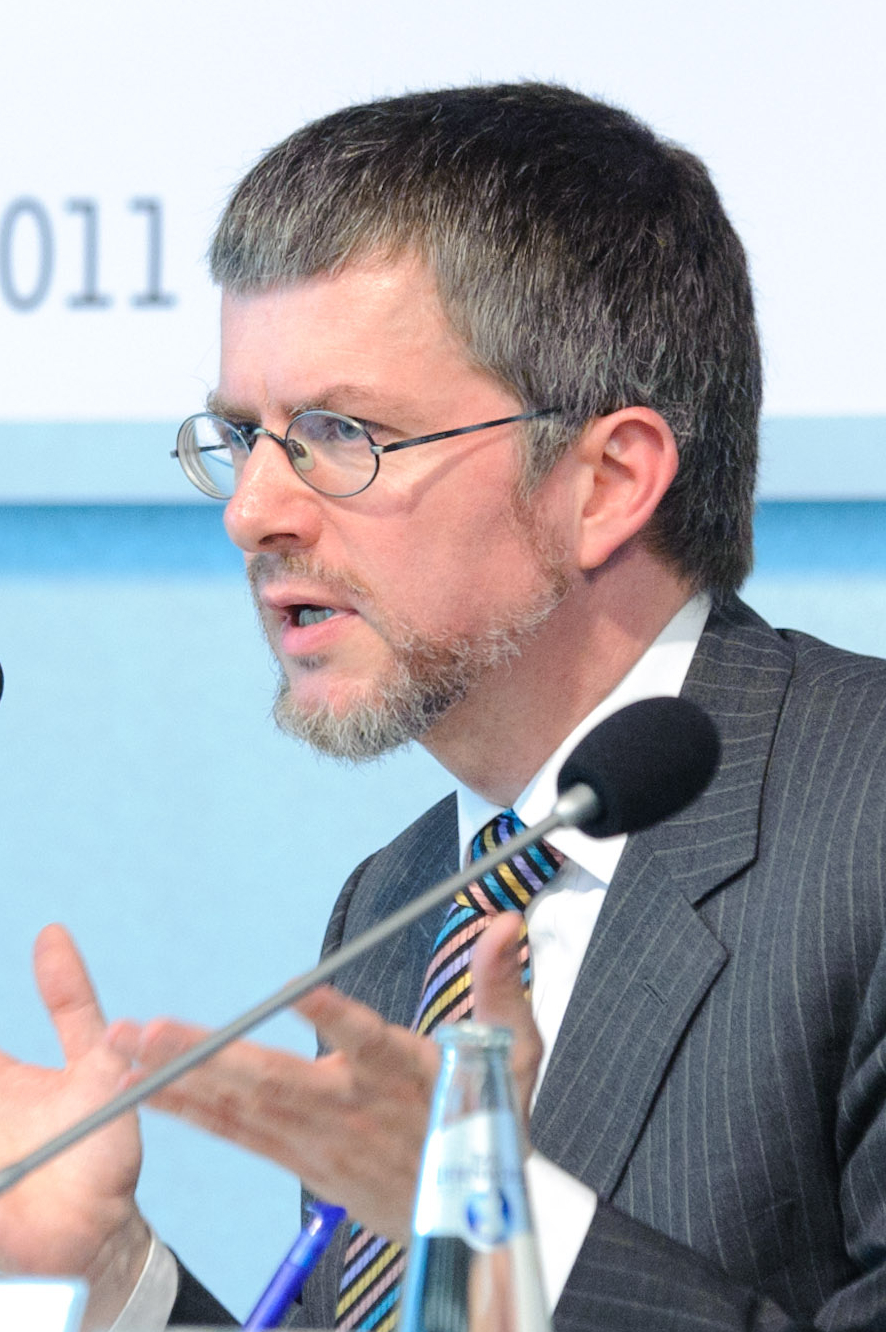
Patrick Bahners (* 1967)

- Bahnert, Christin (* 1981), deutsche Politikerin (Bündnis 90/Die Grünen) und Dramaturgin
- Bahnik, Horst (1930–2013), deutscher Offizier des MfS der DDR, Mitarbeiter des Militärischen Nachrichtendienstes der DDR
- Bahník, Marek (* 1999), tschechischer Hochspringer
- Bahnik, Wilhelm (1900–1938), deutscher KPD-Funktionär und kommunistischer Widerstandskämpfer
- Bahníková, Alena (* 1948), tschechische Übersetzerin
- Bahnini, Ahmed (1909–1971), marokkanischer Premierminister
- Bähnisch, Albrecht (1900–1943), preußischer Landrat
- Bähnisch, Herbert († 1998), Teilnehmer am Aufstand vom 17. Juni 1953, der anschließend zu 25 Jahren Lagerhaft verurteilt wurde
- Bähnisch, Theanolte (1899–1973), deutsche Juristin, Verwaltungsbeamtin und Politikerin (SPD)
- Bähnk, Ulrich (* 1965), deutscher Schauspieler
- Bahnmaier, Jonathan Friedrich (1774–1841), deutscher evangelischer Theologe und Kirchenlieddichter
- Bahnmayer, Ernst (1888–1931), deutscher Schwimmer
- Bahns, Albert (* 1855), deutscher Politiker (DDP)
- Bahns, Maxine (* 1971), US-amerikanische Schauspielerin
- Bahnschulte, Bernhard (1894–1974), deutscher Heimatforscher
- Bahnsen, Berthold (1913–1971), deutscher Politiker (SSW), MdL
- Bahnsen, Greg (1948–1995), US-amerikanischer Philosoph, reformierter Theologe und Autor
- Bahnsen, Julius (1830–1881), deutscher Philosoph
- Bahnsen, Meike (* 1973), dänische Schauspielerin
- Bahnsen, Ulrich (* 1959), deutscher Journalist und Essayist
- Bahnsen, Uwe (1930–2013), deutscher Automobil-Designer
- Bahnsen, Uwe (1934–2023), deutscher Journalist, Buchautor und Übersetzer
- Bahnson, Erasmus Carsten (1794–1878), schleswig-holsteinischer evangelisch-lutherischer Geistlicher, Abgeordneter der schleswig-holsteinischen Landesversammlung
- Bahnson, Jesper Jespersen von (1827–1909), dänischer General und Verteidigungsminister
- Bahnson, Karsten (* 1941), deutscher Versicherungskaufmann und Studentenhistoriker
- Bahnson, Minna (1866–1947), deutsche Politikerin (DDP), MdBB und Frauenrechtlerin
- Bahnson, Wilhelm (1826–1919), deutscher Offizier in der schleswig-holsteinischen Erhebung, Pädagoge und Freimaurer

### Baho
- Bahoken, Stéphane (* 1992), französischer Fußballspieler
- Bahonar, Mohammad Dschawad (1933–1981), schiitischer Geistlicher und Ministerpräsident des Iran
- Bahonar, Mohammed Reza, Vizepräsident des iranischen Parlaments
- Bahor, Firus (* 1942), tadschikischer und sowjetischer Komponist
- Bahoui, Nabil (* 1991), schwedischer Fußballspieler
- Bahoum, Elizabeth, gambische Basketballspielerin und Archivarin
- Bahouri, Hajer (* 1958), tunesisch-französische Mathematikerin
- Bahous, Sima (* 1956), jordanische Diplomatin und UN-Funktionärin
- Bahoya, Jean-Mattéo (* 2005), französisch-kamerunischer Fußballspieler
- Bahoz Erdal, Kommandeur der Guerilla-Einheiten der PKK

### Bahr
- Bahr al-Ulum, Ibrahim (* 1954), Ölminister des Irak
- Bahr al-Ulum, Muhammad (1927–2015), schiitischer Geistlicher im Irak
- Bahr, Amrei (* 1985), deutsche Philosophin
- Bähr, Andreas (* 1968), deutscher Historiker und Hochschullehrer
- Bähr, Arno (* 1910), deutscher Lehrer und Politiker (LDPD), MdV
- Bahr, August (1801–1855), Bürgermeister in Harburg, heute Ortsteil von Hamburg
- Bahr, Benedikt († 1670), deutscher Lehrer, später auch Jurist und Ratsherr der Hansestadt Stralsund
- Bahr, Casey (* 1948), US-amerikanischer Fußballspieler
- Bahr, Charles (* 2002), deutscher Unternehmer
- Bähr, Christian August (1795–1846), deutscher Pfarrer und Kirchenlieddichter
- Bähr, Cordelia (* 1981), Schweizer Rechtsanwältin
- Bahr, Daniel (* 1976), deutscher Politiker (FDP), MdB
- Bähr, Dieter (1932–2008), deutscher Anglist
- Bahr, Egon (1922–2015), deutscher Politiker (SPD), MdB, BundesministerEgon Bahr (1922–2015)

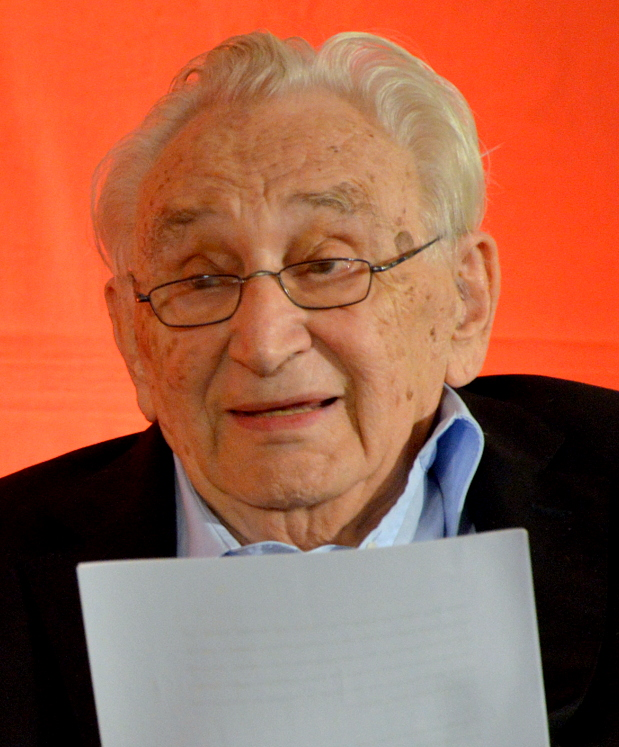
Egon Bahr (1922–2015)

- Bahr, Elexa (* 1998), kolumbianische Fußballspielerin
- Bähr, Emil (1831–1899), deutscher Violinist und Violinlehrer
- Bähr, Ernst (1886–1945), deutscher Politiker und SA-Führer
- Bahr, Ernst (1907–1998), deutscher Historiker
- Bahr, Ernst (* 1945), deutscher Politiker (SPD), MdB
- Bahr, Eva von (1874–1962), schwedische Physikerin
- Bahr, Eva von (* 1968), schwedische Maskenbildnerin und Friseurin
- Bahr, Florian (1706–1771), deutscher Missionar
- Bähr, Florian (* 2003), deutscher Fußballspieler
- Bahr, Franz (* 1966), deutscher Metallbildhauer
- Bähr, Gabriela (* 1961), deutsche Juristin, Richterin am Bundesverwaltungsgericht
- Bähr, George (1666–1738), deutscher Baumeister
- Bahr, Gerd (* 1933), deutscher Lehrer und Autor
- Bähr, Gerhard (1900–1945), baskischer Sprachwissenschaftler deutscher Herkunft
- Bähr, Gerhard (1909–1968), deutscher Chemiker und Hochschullehrer
- Bahr, Gert (1891–1965), deutscher Jurist und Bankdirektor
- Bähr, Gottfried (1939–2007), deutscher Kaufmann und Politikwissenschaftler
- Bahr, Gunnar (* 1974), deutscher Regattasegler
- Bahr, Günther (1944–2011), österreichischer Hörfunkmoderator
- Bähr, Gustav-Adolf (1938–2020), deutscher Theaterwissenschaftler und Filmemacher, Kirchenfunktionär
- Bähr, Hagen (* 1990), deutscher Theater-, Film- und Fernsehschauspieler
- Bahr, Hans (1909–1986), deutscher SED-Funktionär und Außenhandelsfunktionär
- Bähr, Hans Walter (1915–1995), deutscher Publizist
- Bahr, Hans-Dieter (* 1939), deutscher Philosoph
- Bahr, Hans-Eckehard (1928–2019), deutscher evangelischer Theologe
- Bähr, Helmut (* 1923), deutscher Geisteswissenschaftler und Hochschullehrer
- Bahr, Hermann (1863–1934), österreichischer Schriftsteller, Dramatiker sowie Theater- und LiteraturkritikerHermann Bahr (1863–1934)

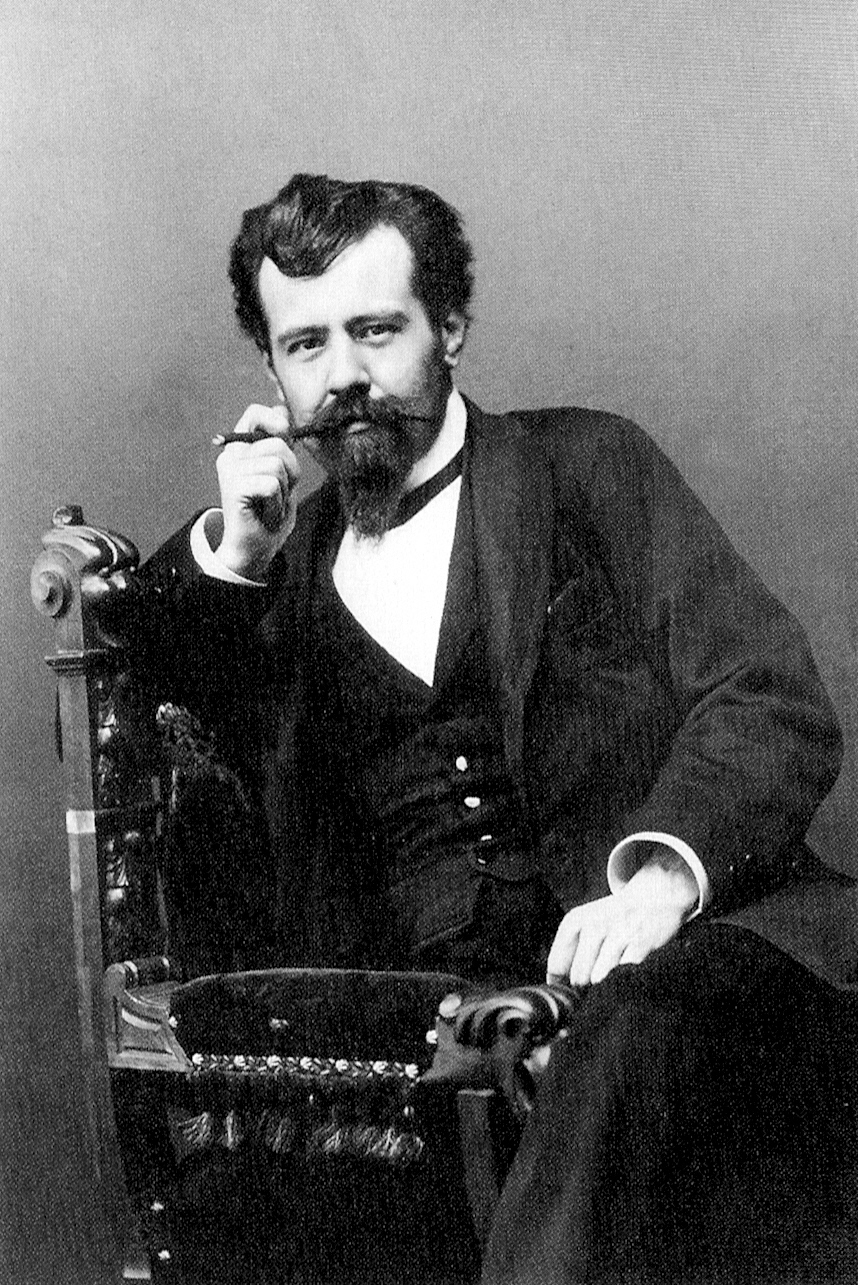
Hermann Bahr (1863–1934)

- Bähr, Ingrid (* 1968), deutsche Pädagogin
- Bahr, Iris (* 1977), US-amerikanische Film- und Fernsehschauspielerin, Komödiantin, Regisseurin, Autorin, Fernsehproduzentin und Synchronsprecherin
- Bahr, Jade (* 1988), US-amerikanische Politikerin (Demokratische Partei)
- Bahr, Jerzy (1944–2016), polnischer Botschafter in Russland
- Bahr, Johann († 1670), deutscher Organist und Komponist
- Bahr, Johann (1859–1929), deutscher Maler und Karikaturist
- Bähr, Johann Christian Felix (1798–1872), deutscher Klassischer Philologe und Bibliothekar
- Bahr, Johann Friedrich (1805–1875), schwedischer Chemiker
- Bähr, Johann Karl Ulrich (1801–1869), deutscher Maler und SchriftstellerJohann Karl Ulrich Bähr (1801–1869)

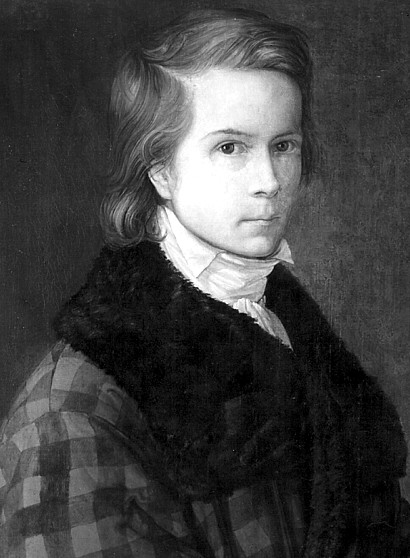
Johann Karl Ulrich Bähr (1801–1869)

- Bähr, Johannes (1767–1828), evangelischer Theologe
- Bähr, Johannes (1902–1980), protestantischer Geistlicher, langjähriger Pfarrer in Mutterstadt und in Mußbach
- Bahr, Johannes (1906–1989), deutscher Ingenieur und Hochschullehrer
- Bähr, Johannes (* 1956), deutscher Wirtschafts- und Sozialhistoriker
- Bähr, Joseph (1770–1819), deutscher Klarinettist
- Bähr, Julia (* 1982), deutsche Journalistin und Schriftstellerin
- Bähr, Jürgen (1940–2014), deutscher Geograph, Professor für Geographie
- Bähr, Karl (1801–1874), deutscher evangelischer Theologe
- Bähr, Karl (1880–1943), deutscher evangelischer Kirchenpolitiker und Direktor des Landgerichts Kassel
- Bähr, Klaus-Dieter (* 1941), deutscher Ruderer
- Bähr, Leopold (* 1897), deutscher Anstreicher und Bürger der Stadt Brühl (Rheinland)
- Bahr, Lorenz (* 1968), deutscher politischer Beamter (Bündnis 90/Die Grünen)
- Bähr, Ludwig (1831–1869), deutscher Architekt und Hochschullehrer
- Bähr, Luise (* 1979), deutsche SchauspielerinLuise Bähr (* 1979)

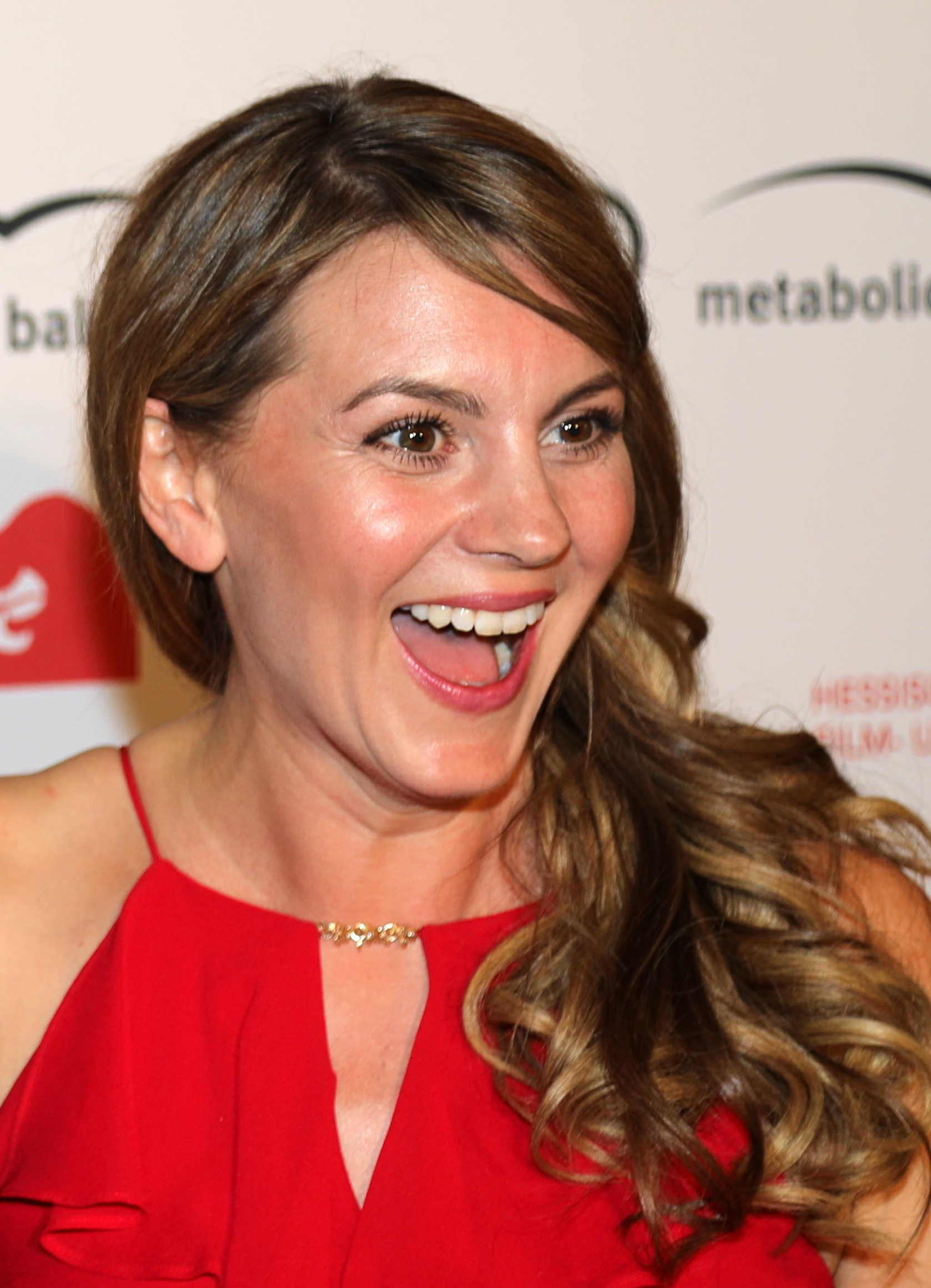
Luise Bähr (* 1979)

- Bähr, Markus (* 1974), deutscher Fußballspieler
- Bahr, Martin (1889–1967), deutscher Wasserbauingenieur und Baubeamter
- Bähr, Mathias (* 1960), deutscher Neurologe und Neurowissenschaftler
- Bahr, Matthias (* 1960), deutscher römisch-katholischer Theologe
- Bahr, Max (1848–1930), deutscher Unternehmer und Politiker (DDP), MdR
- Bähr, Max (* 1871), deutscher Ingenieur
- Bahr, Nils (* 1969), deutscher Fußballtorhüter
- Bähr, Otto (1817–1895), deutscher Jurist und Politiker, MdR
- Bähr, Otto Johannes (1919–2008), deutscher Maler
- Bähr, Peter (1936–2020), deutscher Rechtswissenschaftler
- Bahr, Petra (* 1966), deutsche Theologin und evangelische Pfarrerin
- Bahr, Raimund (* 1962), österreichischer Historiker und Publizist
- Bähr, Rainer (* 1958), deutscher Jurist und Insolvenzverwalter
- Bahr, Richard (1867–1936), deutscher Publizist und Journalist
- Bähr, Rolf (* 1939), deutscher Segler
- Bahr, Rolf (* 1949), deutscher Fußballspieler
- Bahr, Ronald (* 1974), deutscher Handballspieler
- Bahr, Rudi (1920–1999), deutscher Politiker (SPD), MdL
- Bahr, Rüdiger (1939–2023), deutscher Schauspieler und Synchronsprecher
- Bähr, Sophia (* 1996), deutsche Volleyballspielerin
- Bahr, Ulrike (* 1964), deutsche Politikerin (SPD), MdB
- Bähr, Volker (* 1944), deutscher Fußballspieler
- Bähr, Walter, deutscher Theoretiker von Schachendspielen, Schachkomponist und Schachspieler
- Bähr, Werner (1926–2015), deutscher Leichtathlet
- Bahr, Wilhelm (1821–1876), deutscher Kunstmaler und Fotograf in Neubrandenburg und Hamburg
- Bähr, Wilhelm (1863–1938), deutscher Politiker (Hessischer Bauernbund), Landtagsabgeordneter Großherzogtum Hessen
- Bahr, Wilhelm (1907–1946), deutscher SS-Unterscharführer und Sanitätsdienstgrad im KZ Neuengamme
- Bahr, Wilhelm Theodor (1792–1867), preußischer Generalmajor
- Bähr-Losse, Bettina (* 1967), deutsche Rechtsanwältin und Politikerin (SPD)
- Bahra, Hadi al- (* 1959), syrischer Politiker und Diplomat
- Bahra, Holger (* 1958), deutscher Fußballspieler
- Bahram († 1128), Oberhaupt der Ismailiten in Syrien
- Bahram I. († 276), Sohn des Großkönigs Schapur I., Herrscher über das Sassanidenreich
- Bahram II. († 293), König des Sassanidenreiches
- Bahram III., König des Sassanidenreiches
- Bahram IV. († 399), Großkönig des Sassanidenreiches
- Bahram Tschobin, persischer General und Usurpator
- Bahram V., persischer Großkönig
- Bahram von Persien († 710), Sohn sassanidischen Großkönigs Yazdegerd III. und Bruder Peroz III.
- Bahrami, Ahmed Ali (* 1919), iranischer Diplomat
- Bahrami, Ameneh (* 1978), iranische Schriftstellerin, Opfer eines SäureanschlagsAmeneh Bahrami (* 1978)

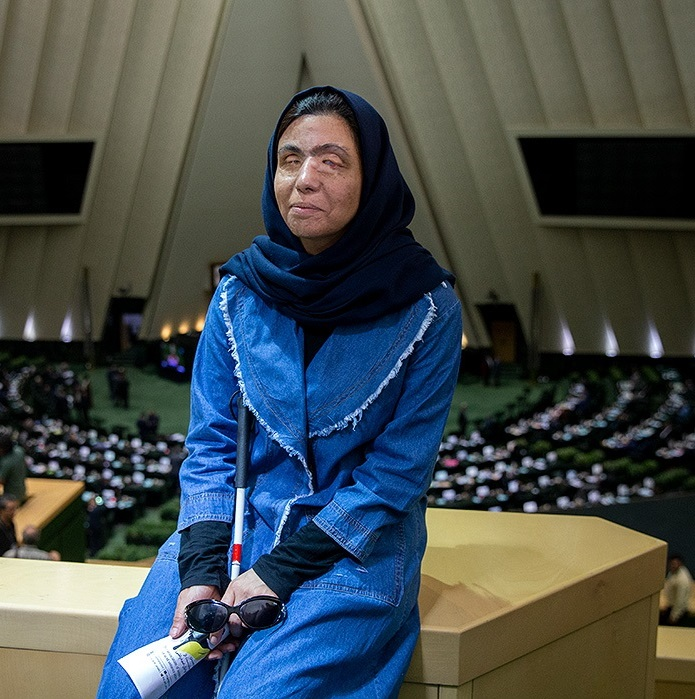
Ameneh Bahrami (* 1978)

- Bahrami, Elmira (* 1985), deutsche Schauspielerin und Musikerin
- Bahrami, Mansour (* 1956), iranischer TennisspielerMansour Bahrami (* 1956)

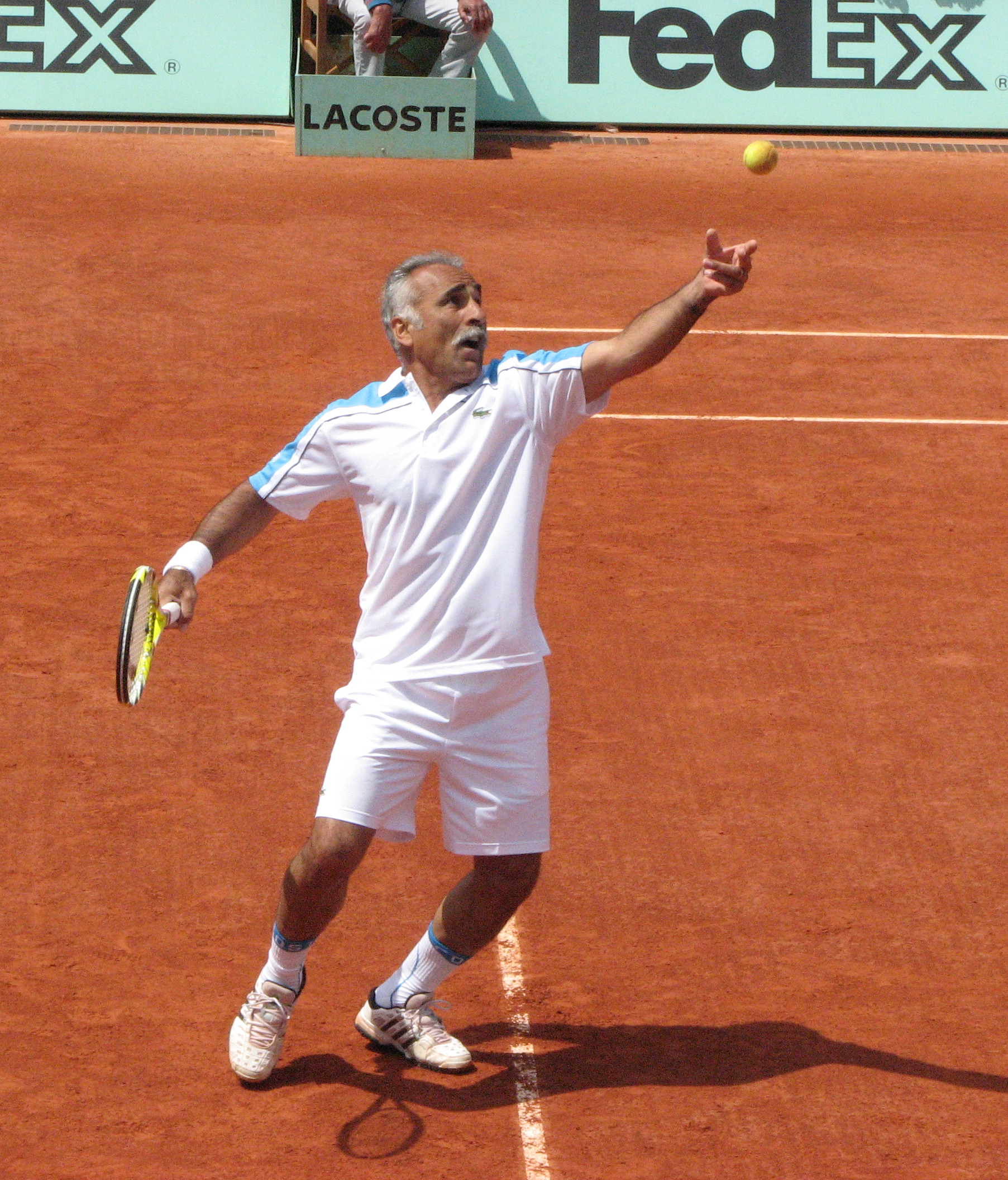
Mansour Bahrami (* 1956)

- Bahrami, Ramin (* 1976), iranischer Pianist und Komponist
- Bahramji (* 1952), iranischer New-Age-Musiker
- Bəhramov, Tofiq (1925–1993), sowjetischer Fußballschiedsrichter aserbaidschanischer Herkunft
- Bahrampoori, Salar (* 1979), iranisch-schweizerischer Moderator, Journalist und diplomierter Schneesportlehrer
- Bahrani, Ramin (* 1975), US-amerikanischer Drehbuchautor, Regisseur und Filmproduzent
- Bahraoui, Manal el- (* 1994), bahrainische Leichtathletin marokkanischer Herkunft
- Bahray, Khaled Idris (1994–2015), eritreisches Mordopfer
- Bahrdt, Florian (* 1975), deutscher Fernsehjournalist und Moderator
- Bahrdt, Fritz (* 1939), deutscher Handballspieler
- Bahrdt, Hans (1877–1953), deutscher Pädiater
- Bahrdt, Hans Paul (1918–1994), deutscher Soziologe
- Bahrdt, Johann Friedrich (1713–1775), deutscher evangelischer Theologe
- Bahrdt, Johann Friedrich (1789–1847), deutscher Schriftsteller
- Bahrdt, Karl Friedrich (1740–1792), deutscher evangelischer Theologe und Schulgründer
- Bahrdt, Vince (* 1971), deutscher Songwriter und Pianist des Pop-Duos Orange Blue
- Bähre, Carlotta (* 2005), deutsche Schauspielerin
- Bähre, Ernst (1869–1934), deutscher Pädagoge, Schulrektor und Kommunalbeamter
- Bähre, Harry (* 1941), deutscher FußballspielerHarry Bähre (* 1941)

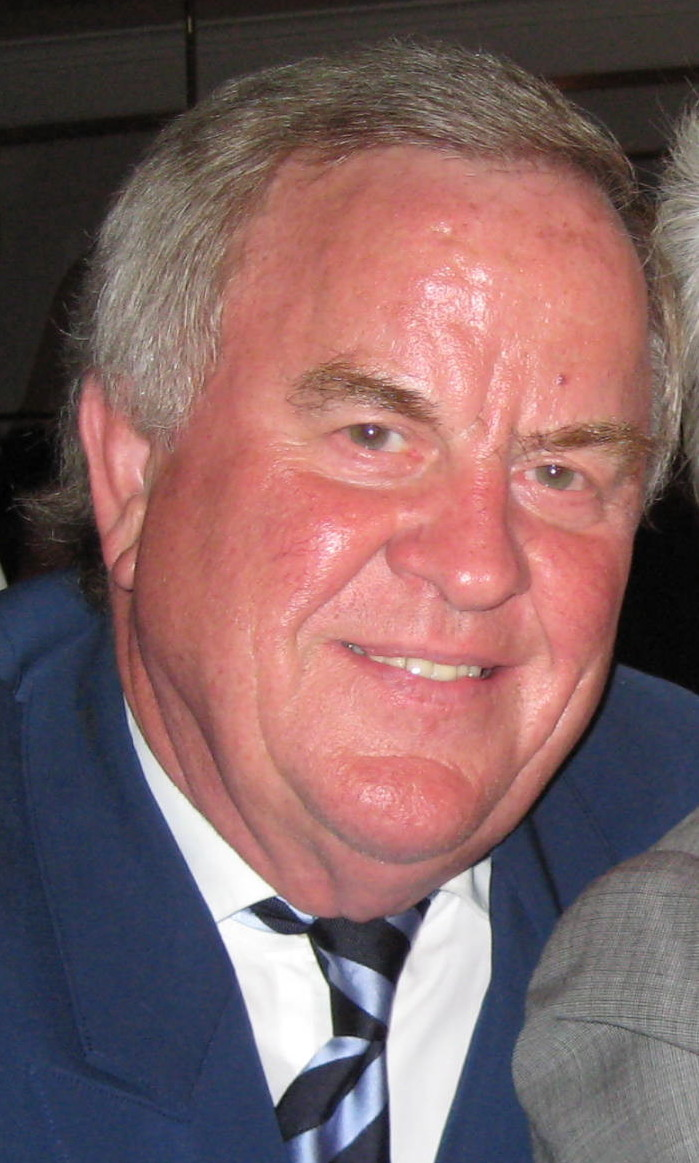
Harry Bähre (* 1941)

- Bähre, Inge Lore (1920–1987), deutsche Wirtschaftswissenschaftlerin und Bankenaufseherin
- Bahre, Jens (1945–2007), deutscher Autor
- Bähre, Jonathan (* 1996), US-amerikanisch-deutscher Basketballspieler
- Bähre, Julia (* 1974), deutsche Schauspielerin
- Bähre, Karl (1899–1960), deutscher Wasserballspieler
- Bahre, Louis Gottreich Wilhelm (1812–1872), deutscher Kaufmann und Politiker, MdHB
- Bähre, Mike-Steven (* 1995), deutscher Fußballspieler
- Bahre, Ricardo (1848–1913), deutscher Architekt
- Bähren, Gustav (1896–1944), deutscher Rechtsanwalt und Notar
- Bahrenberg, August (1878–1933), deutscher Bergmann und Gemeindevorsteher
- Bahrenberg, Gerhard (1943–2022), deutscher Geograph
- Bahrenfuss, Dirk (* 1969), deutscher Richter und Verwaltungsjurist
- Bährens, Friedrich (1765–1833), deutscher Hofrat, Arzt, Pfarrer, Naturforscher und Universalgelehrter
- Bährens, Otto Ulrich (1911–2007), deutscher Politiker (SPD)
- Bahrfeldt, Emil (1850–1929), deutscher Numismatiker und Versicherungsmanager
- Bahrfeldt, Max von (1856–1936), preußischer General der Infanterie sowie NumismatikerMax von Bahrfeldt (1856–1936)

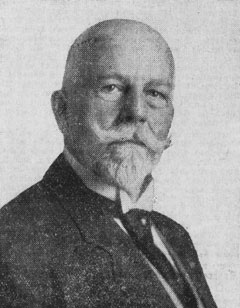
Max von Bahrfeldt (1856–1936)

- Bahrfeldt, Max von (1880–1964), deutscher Verwaltungsjurist
- Bahri, Abbas (1955–2016), tunesischer Mathematiker
- Bahri, Ahmad al- (* 1980), saudi-arabischer Fußballspieler
- Bahri, Riadh (* 1988), belgischer Journalist und Nachrichtensprecher
- Bähring, Helmut (1923–2002), deutscher Verlagsleiter in der DDR
- Bähringer, Jürgen (* 1950), deutscher Fußballspieler
- Bahriyeli, Aziz (1931–2015), türkischer Hāfiz
- Bahrjana, Anna (* 1981), ukrainische Schriftstellerin und Übersetzerin
- Bahrjanyj, Iwan (1907–1963), ukrainischer Dichter, Publizist und Politiker
- Bahrke, Scotty (* 1985), US-amerikanischer Freestyle-Skisportler
- Bahrke, Shannon (* 1980), US-amerikanische Freestyle-Skisportlerin
- Bährle-Rapp, Marina, deutsche Schriftstellerin, Verlegerin, Übersetzerin und Dozentin
- Bahrmann, Anja-Nina (* 1980), deutsche Opern-, Operetten-, Lied- und Konzertsängerin mit der Stimmlage Sopran
- Bahrmann, Erich (1906–1977), deutscher Pathologe und Hochschullehrer
- Bahrmann, Hannes (1952–2024), deutscher Journalist und Sachbuchautor
- Bahrmann, Kurt (* 1913), deutscher Landwirt und Ministerialbeamter
- Bährnfeld, Karl Leopold von (1717–1769), Reichsgraf und hessen-kasselscher Generalleutnant
- Bahro, Axel (* 1962), deutscher Puppenspieler, Puppenbauer, Dozent und Figurenspielcoach
- Bahro, Horst (1930–2005), deutscher Politikwissenschaftler, Ministerialbeamter, Hochschullehrer und Mitbegründer der Fernuniversität in Hagen
- Bahro, Rudolf (1935–1997), deutscher Journalist, Politiker (Bündnis 90/Die Grünen), Philosoph
- Bahro, Wolfgang (* 1960), deutscher Schauspieler und KabarettistWolfgang Bahro (* 1960)

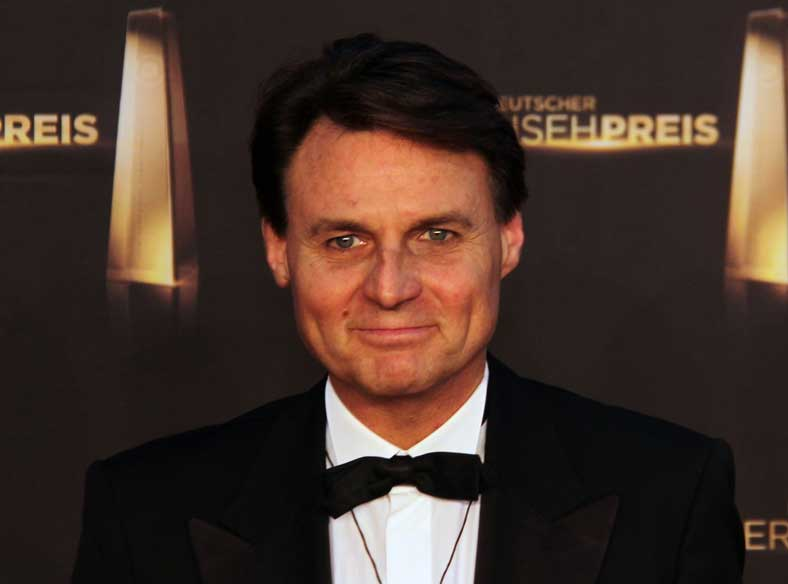
Wolfgang Bahro (* 1960)

- Bahrow, Mykola (1937–2015), sowjetischer und ukrainischer Geograph, Politiker und Rektor der Taurischen Wernadskyj-Universität
- Bahrs, Enno (* 1967), deutscher Agrarökonom
- Bahrs, Hans (1917–1983), deutscher Schriftsteller
- Bahrs, Manfred (1938–1993), deutscher Fußballschiedsrichter

### Bahs
- Bahs, Henning (1928–2002), dänischer Drehbuchautor und Szenenbildner

### Baht
- Bahta, Meraf (* 1989), schwedische Langstreckenläuferin
- Bahta, Zehaye, äthiopischer Radrennfahrer
- Bahtariya, Sklavin und Konkubine des späteren Abbasiden-Kalifen al-Mahdi
- Bahtić, Edin (* 1956), bosnisch-jugoslawischer Fußballspieler
- Bahtic, Edin (* 1996), österreichischer Fußballspieler
- Bahtijarević, Denis (* 1971), schwedisch-bosnischer Handballtrainer und -spieler
- Bahtiyaroğlu, Ediz (1986–2012), türkischer Fußballspieler

### Bahu
- Bahuguna, Vijay (* 1947), indischer Politiker
- Bahujimihigo, Kizito (* 1954), ruandischer Geistlicher, emeritierter Bischof von Kibungo
- Bahula, Julian (1938–2023), südafrikanischer Perkussionist und Jazz-Schlagzeuger
- Bahuschewitsch, Franzischak (1840–1900), belarussischer Poet, Schriftsteller und Übersetzer
- Bahuzki, Jauhenij (* 1999), belarussischer Leichtathlet

### Bahy
- Bahýľ, Ján (1856–1916), slowakischer Erfinder